# جنگجویان آتش
جنگجویان آتش (تایلندی: ฅนไฟบิน) یک فیلم وسترن و رزمی تایلندی محصول سال ۲۰۰۶ به کارگردانی و نویسندگی چالرم دانرونگ با بازی دن چوپنگ و پانا ریتیکرای است.
در تایلند، عنوان انگلیسی به عنوان جنگجویان آتش ذکر شده‌است. این فیلم با حضور بازیگران و گروهی کاملاً تایلندی ساخته شد و چندین ماه در دهکده‌ای کوچک در ناحیه فو ویانگ، استان کون کن فیلمبرداری شد.

## خلاصه داستان
داستان در دهه ۱۸۹۰ تایلند است. سیانگ یک جنگجوی جوان موی تای است که در یک معبد بودایی بزرگ شده‌است و گاومیش آبی را می‌دزدد که توسط مهاجمان بی‌پروا از کشاورزان فقیر آیسان گرفته شده بود. او به دنبال مردی با خالکوبی در قفسه سینه است که پدر و مادرش را کشته‌است.